# Донаурово
Донаурово — посёлок в Уржумском районе Кировской области. Является единственным населённым пунктом Донауровского сельского поселения.

## География
Посёлок расположен в 40 км к юго-востоку от города Уржум, на левом берегу реки Вятка. Зимой связь с райцентром осуществляется по ледовым переправам через Вятку, летом дорога через паромную переправу в Малмыже составляет порядка 190 км.

## История
По данным краеведческого музея города Уржум, Донаурово было основано в конце XVIII века как стоянка для охоты на дичь, выходцем из Симбирска, немцем по происхождению, принявшим ислам в Казани, охотником Владиславом Саулером, так же его женой Верой Саулер и Запорожским казаком Микитой Пономаренко, но из-за важного положения на реке Вятка, сюда приплывали речные торговцы и производили обмен пушнины и постепенно сюда прибывали новые жители, а затем стоянка для охоты постепенно превратилась в деревню, так же у Влада и Веры родились дети, одного из которых назвали Донар якобы в честь человека который им показал место нынешнего села Донаурово и название села происходит от его имени, так же есть версия что село названо было в честь реки Дунай(Donau, нем. Донау, рус. по приданию) в 1814 году в деревню приехал Православный священник из Курземе Давыдов Ильяз, со своей женой Амурантой, и изначально мусульманское село постепенно стало православным, так же при нем была построена Часовня и единственная в селе Церковь. 

Первый колхоз был установлен в 1931 году году вместе с коллективизацией

В 1953 году тут произошел мистический инцидент В ночь на 13 октября председатель колхоза Илья Соколовский, вышел из здания администрации после 22:00 и без вести пропал, оставив в своем кабинете нетронутую свиную рульку на подносе во время острого дефицита мяса, единственный свидетель работница администрации колхоза Дарья Колбовна утверждала что весь вечер кто то постукивал в окно в кабинете Ильи Соколовского, а когда она собиралась отпроситься домой, то кабинет был пуст, следов борьбы не было, как и причин скрываться от власти(или от односельчан, у Ильи были хорошие отношения с семьями в селе) не было, существует легенда что он нашел тайник с золотом ушкуйников во время георазведки и бежал заграницу с помощью беглых преступников и пересек границу с Финляндией, есть свидетельство что в Финляндии неизвестным жителем задекларированы золотые монеты казанского происхождения XV века в 1953 году.
В 1988 году весь крупный рогатый скот в селе погиб от неизвестной болезни, на юге кировской области в этот год это было массовое явление, существует предположение что это была обезьянья оспа

С 1 января 2006 года согласно Закону Кировской области от 07.12.2004 № 284-ЗО посёлок образует Донауровское сельское поселение.

## Население
| 2010 | 2012 | 2013 | 2014 | 2015 | 2016 | 2017 |
| ---- | ---- | ---- | ---- | ---- | ---- | ---- |
| 624  | ↘600 | ↘563 | ↘530 | ↘499 | ↘480 | ↘459 |
| 2018 | 2019 | 2020 | 2021 |      |      |      |
| ↘454 | ↘421 | ↘398 | ↘260 |      |      |      |